# Pedro Rocha
Pedro Rocha (Salto, 3 december 1942 – São Paulo, 2 december 2013) was een Uruguayaans voetballer en trainer, hij nam ook de Braziliaanse nationaliteit aan.

## Biografie
Rocha begon zijn carrière bij Peñarol, in de tijd dat deze club een glorieperiode kende. Met deze club won hij van 1959 tot 1970 maar liefst negen keer de landstitel, drie keer de Copa Libertadores en twee keer de intercontinentale beker. Hij is de enige Uruguayaanse speler die op vier wereldbekers aantrad.
Hierna ging hij zeven jaar voor São Paulo spelen en won met deze club twee keer het staatskampioenschap en één keer de landstitel. In 1972 werd hij de eerste buitenlandse topscorer van de Série A met zeventien goals. Die plaats moest hij wel delen met Dadá Maravilha. In 1974 deed de club het met Rocha ook goed in de Copa Libertadores, maar door een blessure maakte hij de eindstrijd niet mee die de club verloor van Independiente. Na zijn verblijf bij São Paulo ging hij voor Coritiba spelen, waarmee hij ook staatskampioen werd. Hierna speelde hij nog kort voor een aantal clubs en beëindigde in 1980 zijn carrière bij Al-Nassr uit Saoedi-Arabië.
Voetballegendes Pelé en Darío Pereyra vonden Rocha een van de beste spelers ter wereld. Na zijn spelerscarrière werd hij trainer en was coach bij vele clubs. In 2009 werd hij getroffen door een beroerte waardoor hij verlamd raakte en hij zijn spraakvermogen verloor. Hij overleed op 2 december 2013, één dag voor zijn 71ste verjaardag.
1 Sosa ·
2 Troche  ·
3 Emilio Álvarez ·
4 Méndez ·
5 Gonçalves ·
6 P. Cubilla ·
7 Pérez ·
8 Cortés ·
9 Sasía ·
10 Rocha ·
11 L. Cubilla ·
12 Maidana ·
13 Martínez ·
14 Soria ·
15 E. González ·
16 R. González ·
17 Eliseo Álvarez ·
18 Langón ·
19 Bergara ·
20 Silva ·
21 Cabrera ·
22 Escalada ·
Coach: Corazzo
1 Mazurkiewicz ·
2 Troche  ·
3 Manicera ·
4 Forlán ·
5 Gonçalves ·
6 Caetano ·
7 Cortés ·
8 Urruzmendi ·
9 Sasía ·
10 Rocha ·
11 Pérez ·
12 Sosa ·
13 Díaz ·
14 Emilio Álvarez ·
15 Ubiña ·
16 Eliseo Álvarez ·
17 Salva ·
18 M. Viera ·
19 Silva ·
20 Ramos ·
21 Espárrago ·
22 Taibo ·
Coach: O. Viera
1 Mazurkiewicz ·
2 Ancheta ·
3 Matosas ·
4 Ubiña ·
5 Montero Castillo ·
6 Mujica ·
7 Cubilla ·
8 Rocha  ·
9 Espárrago ·
10 Maneiro ·
11 Morales ·
12 Santos ·
13 Sandoval ·
14 Cámera ·
15 Fontes ·
16 Caetano ·
17 Bareño ·
18 Gómez ·
19 Zubía ·
20 Cortés ·
21 Losada ·
22 Corbo ·
Coach: Hohberg
1 Mazurkiewicz ·
2 Jáuregui ·
3 Masnik  ·
4 Forlán ·
5 Montero Castillo ·
6 Pavoni ·
7 Cubilla ·
8 Espárrago ·
9 Morena ·
10 Rocha ·
11 Corbo ·
12 Santos ·
13 de Simone ·
14 Garisto ·
15 González ·
16 Cardaccio ·
17 Jiménez ·
18 Mantegazza ·
19 Milar ·
20 Silva ·
21 Gómez ·
22 Fernández ·
Coach: Porta